# Тупак Катари
Ту́пак Ката́ри, настоящее имя Хулиан Апаса Нина (исп. Túpac Katari — Julián Apaza Nina, 1750, Ayo Ayo, Ла-Пас — 15 ноября 1781, Ла-Пас) — вождь индейского восстания против колониального ига в Верхнем Перу 1780—1781 годов.
В феврале 1781 года возглавил восстание индейцев в Ла-Паса, в котором ставил целью полное уничтожение креольско-метисного населения. С марта по октябрь 1781 года индейцы изолировали город и устраивали на него нападения. Блокада города длилась 109 дней, в результате чего тысячи горожан погибли от голода и болезней. Восстание было подавлено, а Катари, его жена Бартолина Сиса и сестра Грегория Апаса были казнены.
В его честь были названы индихенистское течение катаризм (от которого свои наименования взяли, в частности, леворадикальная организация Партизанская армия имени Тупака Катари, действовавшая в 1980—1990-х годах, политическая партия Революционное движение имени Тупака Катари и производные от неё) а также первый боливийский спутник TKSat-1, запущенный 22 декабря 2013 года.